# 印刷技能士
印刷技能士（いんさつぎのうし）とは、国家資格である技能検定制度の一種で、都道府県職業能力開発協会（問題作成等は中央職業能力開発協会）が実施する、印刷に関する学科及び実技試験に合格した者をいう。

## 概要
印刷に必要な技能を認定する国家資格(名称独占資格)である。
技能検定試験においては「凸版印刷作業」、「オフセット印刷作業」に区分される。
等級には、1級及び2級があり、それぞれ上級技能者、中級技能者が通常有すべき技能の程度と位置づけられている。
なお職業能力開発促進法により、印刷技能士資格を持っていないものが印刷技能士と称することは禁じられている。1級合格者は職業訓練指導員 (製版・印刷科)の実技試験と学科試験の関連学科が免除され、2級合格者は実技が免除される。

## 実技作業試験内容

### 印刷(凸版印刷作業)
- 1級　受講資格　実務経験7年以上
- 2級　受講資格　実務経験2年以上

### 印刷(オフセット印刷作業)
- 1級：多色オフセット印刷機を使用して、PS版4版により4色刷りでコーテッドペーパーに印刷する。試験時間＝3時間（2色機で自動刷版交換装置のない枚葉機を使用する場合）、2時間30分（4色機で自動刷版交換装置のない枚葉機を使用する場合）、2時間（2色機で自動刷版交換装置のある枚葉機を使用する場合）、1時間30分（4色機で自動刷版交換装置のある枚葉機を使用する場合）
- 2級：多色オフセット印刷機を使用して、PS版2版により2色刷りでコーテッドペーパーに印刷する。試験時間＝2時間15分（自動刷版交換装置のない枚葉機を使用する場合）、1時間15分（自動刷版交換装置のある枚葉機を使用する場合）